# Модель мира у славян
Модель мира у славян — система представлений о мире (мифопоэтическая модель мира), описание взаимосвязи основных пространственных и временных координат в славянской традиции: дохристианской мифологии, фольклоре и книжной традиции христианского периода.
В аутентичном виде дохристианская славянская модель мира не известна, как и дохристианская славянская мифология в целом. Возможна лишь её реконструкция на основе вторичных письменных, фольклорных и вещественных источников. На фольклорную космографию оказала существенное влияние христианская апокрифическая картина мира.

## Книжная традиция
Космологическая концепция, формально не носящая догматического характера, в Средневековье понималась в качестве вероучительной проблемы. Религиозное сознание, каковым являлось сознание Древней Руси, испытывало потребность в организованной космологической схеме.
В древнерусской литературе имели распространение Палеи, компиляции, излагающие ветхозаветную историю с дополнениями из апокрифических памятников и некоторых древнехристианских и средневековых христианских произведений, а также с богословскими рассуждениями. Ряд исследователей рассматривает Палеи как памятники византийского происхождения, другие считают русскими произведениями, поскольку их греческий оригинал неизвестен. Компиляция библейской истории, апокрифических рассказов, материалов из древнехристианских и средневековых христианских произведений, богословских и отдельных «естественнонаучных» рассуждений позволяет рассматривать Палеи в качестве энциклопедии русских средневековых представлений об устройстве мироздания.
В русских рукописных сборниках была широко распространена статья «О всей твари», представляющая собой древнерусский апокриф, возможно, переводной, компиляцию, в которой изложение догматического учения о Троице-Творце и основанное на Книге Бытия описание сотворения мира сочетаются с апокрифическими мотивами об устройстве мира (космология). Это учительное по тону (дидактическое) произведение было направлено против ложных, по мнению автора, мнений об устройстве мира. В космологическом фрагменте сочинения дольний, тварный мир представляется как отображение вышнего мира, в семь раз уменьшенное подобие горнего мира. Автор излагает мнение, что земля утверждена «ни на чём». К числу народных представлений сказочного или фольклорного характера, изложенных в апокрифе, принадлежат следующие. Названы ангелы солнца, луны, звёзд и ветра. Ангелы снимают с солнца и надевают на него венец. Другие ангелы вращают громовое колесо:
Солнца же снимаютъ вѣнецъ и въскладаетъ 300 аггели, а громнымъ коломъ воротятъ 300 аггелъ. Солнце же, и луна, и звѣзды, и вѣтри, все то есть животно и бесплотно.
Возвращаясь под землю, солнце омывается в океане и тревожит гигантского кура (петуха). Кур провозглашает начало нового дня:
Солнце же течет на въздухъ въ дѣнь, а въ нощи по окияну ниско лѣтит не омочась, но тъкмо 3-жды омывается в окияне. Глаголеть Писание: Есть кур, емуже глава до небеси, а море до колена. Еда же солнца омывается въ акияне, тогда же акиян въcколеблется, и начнут волны кура бити по перью. Куръ же очютивъ волны, и речеть «Кокорѣку», протолкуется «Свѣтодавче Господи, дай же свѣт мирови». Еда же то въспоет, и тогда вси кури воспоют во един год по всей вселеннѣй.
В соответствии с плоскостно-комарной теорией отмечается, что «небо же есть круговидно комарою, а земля на 4 углы». Четырёхугольная земля плавает на воде, и той воде нет конца. В океане есть столп, к которому привязан Сатана-Антихрист:
В окиане же стоить столпъ, зовемый Адамаматинъ, емуже глава до небѣси. К тому же столпъ привязанъ антихристъ Сотона диявол.
За океаном существует земля, на которой помещаются рай и ад, страна тьмы и ужасного пламени. Рай находится в восточной её стороне, ад — в западной. Между ними великая пропасть, по которой течёт огненная река. Таким образом, рай лежит на земле, там же, где находится и ад. Эта земля имеет форму половинки щита и широкой стороной обращена к океану:
За акияном же есть земля, на ней же рай и муки. Посреде же земля, на ней же тоя, — пропасть глубока, удо же течет река вогнена. Земля та образом, яко пол щита. Прележит же широтою страною к окияну. Таже рай во едином угле, а муки друзей земле тоя.
Апокриф «О всей твари» мог восприниматься книжниками в контексте того или иного сборника как космологическое сочинение с апокрифическими подробностями. В XVII веке сочинение наряду с другими текстами становится источником различных компиляций о миротворении, например, текста с названием «Повесть предивна о создании небеси и земли, и морю, и всего мира сотворение» в рукописи XVII века.

## Фольклор
В славянских фольклорных представлениях земля держится на животных или рыбах. Она может держаться на трёх китах в океане, дно которого опирается на железный столп, который, в свою очередь, стоит на неугасимом огне (ср. ад) и др. Землетрясения возникают из-за того, что один из китов или вол, на котором держится земля (сербский вариант), шевелится. В мифе, записанном Афанасьевым, мир держится на китах: вначале их было семь, затем трое ушли. Потом один умер, осталось три кита, поэтому мир такой неровный. Подобный миф, в котором падение одного из «столпов мира» вызывает катастрофу, известен в Китае. Такое распределение первоначальной семерки (3 + 1 + 3) может свидетельствовать о множественности миров — три были до нашего и три будут после нашего. Аналогичный мотив имеется у индейцев хопи или в учении о пяти мирах у бамбары. Чтобы мир не лопнул, его обвивает Змей. Это может означать постоянную угрозу со стороны одного из творцов. Аналогичный мотив есть в скандинавской мифологии, где присутствует мировой змей Ёрмунганд.
Купол мира создан из камня, иногда из кремния, что объясняет возникновение молнии, или из синего драгоценного камня, являющегося символом застывшего времени. Небесная твердь уподоблялась каменному своду (трём, семи, девяти сводам и т.д.) или глиняному сосуду, крышке
и др. В некоторых сказаниях небо первоначально находилось низко над землей, но его оттолкнули своими орудиями косец или пахарь, осквернители божьего дара — хлеба.
Купол, в частности, у западных славян, держится на «столпе» (ось мира), идущем от Полярной звезды, которая вращает весь свод. Места стыка столпа со сводом и землёй имели специфические свойства, эти места называли стержень или лягушка, что связано с созвездиями Большой и Малой Медведицы. 
У славян души умерших путешествуют в Загробный мир по мосту, ночью — это Млечный Путь, а днём — радуга. В материалах, собранных Марией Гладышовой, Млечный Путь называется Путём Души, Путём (синего) Войска и он был посыпан звёздной пылью. Другой осью мира, соединяющей миры, было Родовое дерево, связанное с дедами. Имя умершего является также его личностью и живёт, пока кто-то его упоминает. Когда имя забыто, он присоединяется к безымянной группе душ. Души, находящиеся в загробном мире, возвращаются на землю при лучах солнца.
Мировые деревья в славянской традиции могли функционировать как мировые горы. Горы часто воспринимались как магические места, где строили храмы и проводили обряды. Особым почитанием пользовались такие горы, как Сьленжа, Тумский холм, Киевский холм или Лыса Гура. Черногорцы называли гору Дурмитор «Голубым столпом», а словаки считали святой гору Кривань. На Руси считалось, что «из воды первой показалась высокая гора Триглав».
В русском духовном «Стихе о Голубиной книге» приведена фольклорная космография, вопросы и ответы о сакральных элементах мироздания и мироустройства: обычно Иерусалим (пуп земли) представляется как всем городам отец, главный храм — храм Воскресения Христа, построенный на Голгофе, «Белый (православный, русский) царь» — над царями царь, Святая Русь — всем землям мать, Фаворская (Сионская) гора — всем горам мать, кипарис (крестное древо) — всем деревьям мать (древо жизни, мировое дерево), потому что из него был вырезан крест, на котором распят Христос, Адамова голова — всем головам мать. Далее приведены вопросы и ответы о море, озере и реке, рыбе, птице, звере, камне, траве: камень Алатырь — всем камням отец, плакун-трава, выросшая из слёз Богородицы, — всем травам мать, океан — всем морям отец, кит-рыба — всем рыбам мать (поскольку на трёх или семи китах покоится земля), Индрик (единорог) — всем зверям отец и др. По мнению С. Е. Никитиной, «Голубиная книга» является центральным образом русского духовного стиха, а сам «Стих о Голубиной книге» — важным источником для реконструкции народных христианских представлений.
Источниками этого духовного стиха были древнерусские апокрифы «Беседа Иерусалимская» и «Беседа трёх святителей». В них «высота небесная, широта земная и глубина морская» соотнесены с тремя ипостасями Троицы — Отцом, Сыном и Духом Святым. Небеса (обитель Творца до сотворения мира) описаны как «три каморы» (свода), солнце сотворено от риз Господних, луна — от воздуха и престола Господня, гром и молния — от огненной колесницы, к которой приставлены два «громных ангела». Один из вариантов текста называет их именами древнерусских божеств Перуна и Хорса.

## Реконструкция дохристианских представлений
Как и у многих других народов, у славян универсальным образом, синтезирующим все мифологические уровни, было мировое древо. В этой функции в славянских фольклорных текстах обычно выступают Вырий, райское дерево, берёза, явор, дуб, сосна, рябина, яблоня. С тремя основными частям мирового древа приурочены разные животные. К ветвям и вершине — птицы (сокол, соловей, птицы мифологического характера, Див и др.), а также солнце и луна. К стволу — пчёлы, к корням — хтонические животные (змеи, бобры и др.). Древо в целом может сопоставляться с человеком, особенно с женщиной: известны изображения дерева или женщины между двумя всадниками, птицами и подобные композиции севернорусских вышивок. С помощью мирового древа моделируется тройная вертикальная структура мира, три царства: небо, земля и преисподняя, четверичная горизонтальная структура (север, запад, юг, восток, ср. соответствующие четыре ветра), жизнь и смерть (зелёное, цветущее дерево и сухое дерево, дерево в календарных обрядах) и др.
Мир описывался системой основных содержательных двоичных противопоставлений, бинарных оппозиций, которые определяли пространственные, временные, социальные и другие его характеристики. Противопоставление благоприятного — неблагоприятного для коллектива иногда реализовывалось в персонажах, наделённых положительными или отрицательными функциями, или в персонифицированных членах оппозиций: счастье (доля) — несчастье (недоля). В славянском фольклоре известны персонификации доброй доли и злой доли, лиха, горя, злосчастия, встречи и невстречи.
Человек соотносился со всеми уровнями мифологии, особенно в ритуалах (ср. Полазник). Праславянское понятие души, духа выделяло человека среди других существ, в том числе животных, и имело индоевропейские истоки.

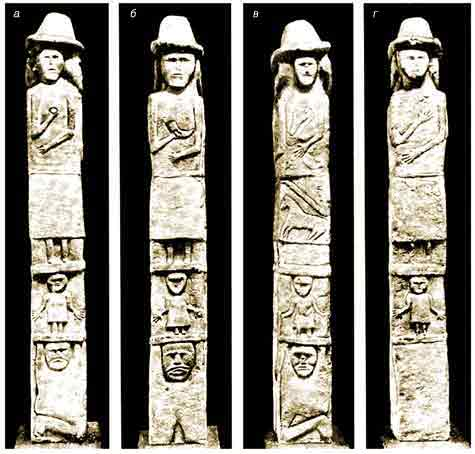
Стороны Збручского идола

Многие исследователи связывают с различными аспектами славянской модели мира рельефные изображения на Збручском идоле, каменной статуе, найденной на территории Тернопольской области Украины. Три яруса, на которые делятся рельефы, рассматривают как изображение трёхчастного деления мира, четыре грани статуи связывают со сторонами света или временами года. Историк В. Я. Петрухин предполагает, что Збручский памятник отражает славянский пантеон и славянскую пространственную модель мира, его изображения олицетворяют высших мужских и женских богов верхнего (небесного) мира, духов и людей среднего (земного) мира и поддерживающих землю хтонических существ преисподней. Збручское изваяние может воплощать антропоцентричную модель мира раннесредневекового славянства. Его предшественниками учёный считает «антские» зооантропоморфные фибулы с осевой антропоморфной фигурой, которая могла символизировать мировой столп или мировое древо. Личный убор, начиная с античной эпохи, воплощал «космический» порядок и отражал характерное для Средневековья представление о человеке как о «микрокосме».